# Пріттріхінг
Пріттріхінг (нім. Prittriching) — громада в Німеччині, розташована в землі Баварія. Підпорядковується адміністративному округу Верхня Баварія. Входить до складу району Ландсберг. Центр об'єднання громад Пріттріхінг.
Площа — 25,37 км2. Населення становить 2544 ос. (станом на 31 грудня 2020).

## Галерея

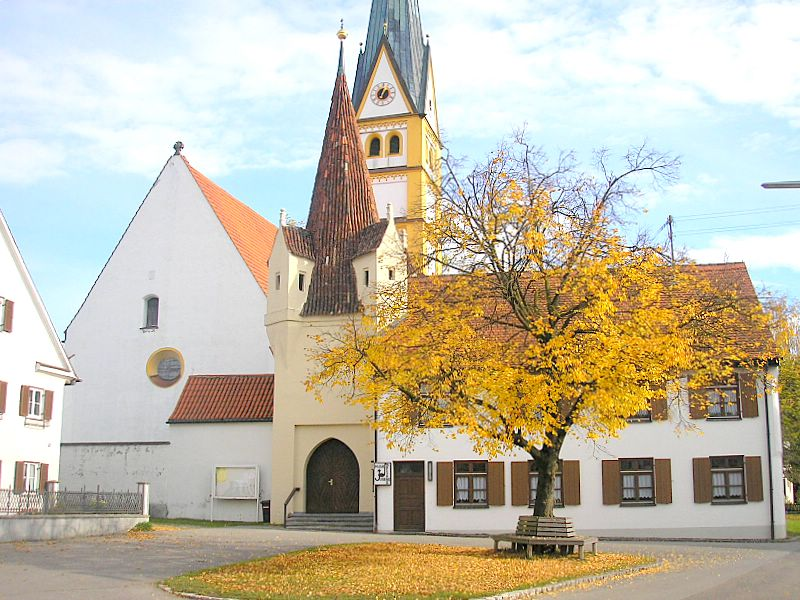
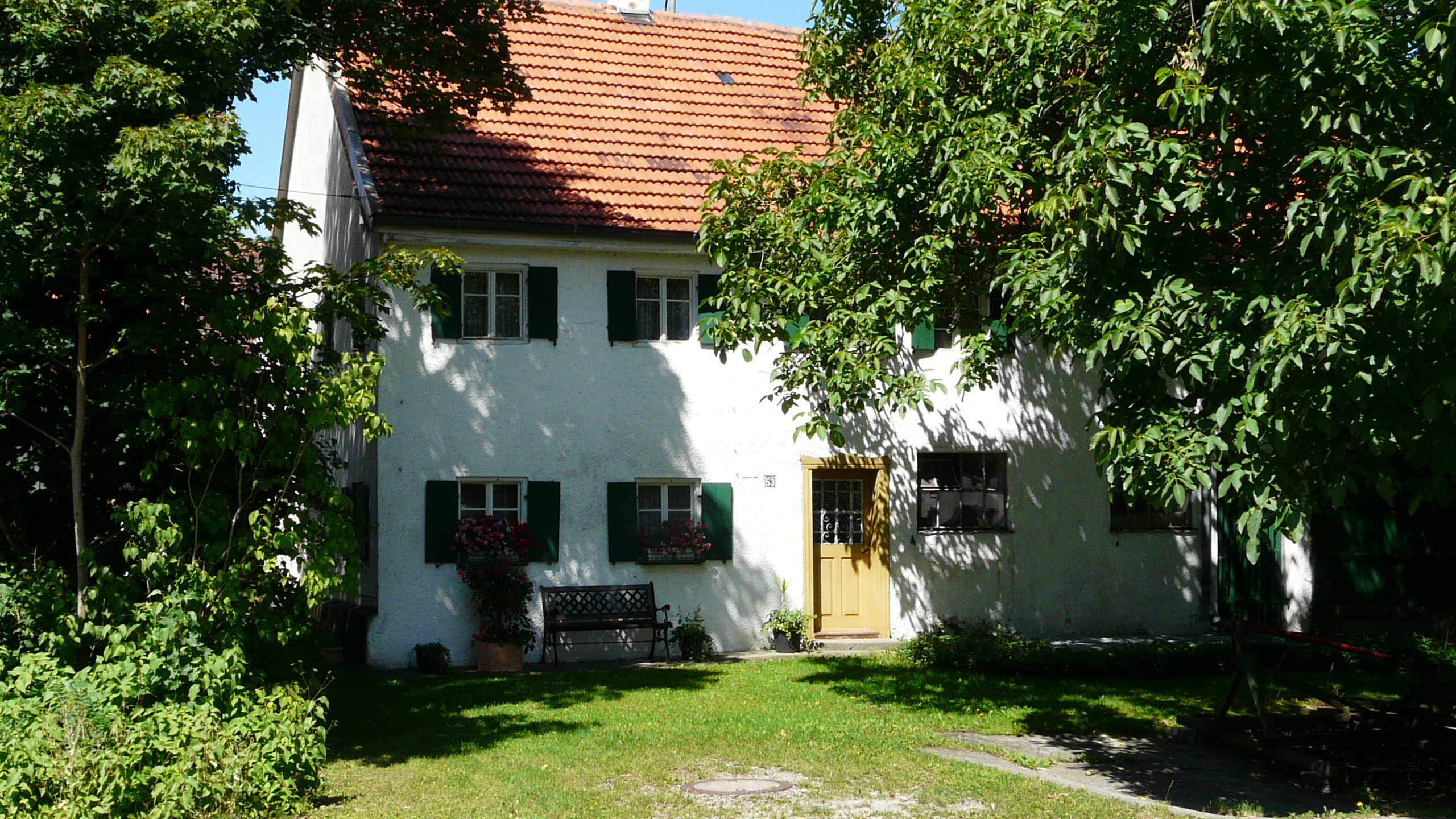